# Raymond II van Toulouse
Raymond II van Toulouse (ca. 870 - ca. 924) was graaf van Toulouse.
Bij het overlijden van zijn grootvader in 886 kreeg Raymond aandeel in het bestuur en werd hij benoemd tot graaf van Nîmes en Albi. In 898 werd hij ook graaf van Rouergue en in 906 werd hij benoemd tot medegraaf van Toulouse. In 918 volgde hij zijn vader op als graaf van Toulouse en markies van Septimanië. Daarbij droeg hij het bestuur van Nîmes, Albi en Rouergue over aan zijn jongere broer.
Raymond was zoon van Oddo van Toulouse en van Gersenda van Albi. Hij was vermoedelijk gehuwd met Guinidilda van Barcelona (ca. 880 - na 926), dochter van Wifried I van Barcelona. Zij waren ouders van:
- Raymond III van Toulouse.